# Bisdom Kandy
Het bisdom Kandy (Latijn: Dioecesis Kandiensis) is een rooms-katholiek bisdom in Sri Lanka met als zetel Kandy. Het is een suffragaan bisdom van het aartsbisdom Colombo en werd opgericht in 1886. De eerste bisschop was de Italiaanse benedictijn Clemente Pagnani. Het bisdom volgt de Latijnse ritus en maakt gebruik van het Singalees.
In 2016 telde het bisdom 27 parochies. Het bisdom heeft een oppervlakte van 5.674 km2 en telde in 2016 2.665.000 inwoners waarvan 3% rooms-katholiek was. Dit is minder dan het landelijk gemiddelde van 6%.

## Bisschoppen
- Clemente Pagnani, O.S.B. (1883-1911)
- Bede Beckmeyer, O.S.B. (1912-1935)
- Bernardo Regno, O.S.B. (1936-1958)
- Leo Nanayakkara, O.S.B. (1959-1972)
- Appasinghe Paul Perera (1973-1983)
- Joseph Vianney Fernando (1983-)